# Doucement les basses
Doucement les basses är en fransk-italiensk komedifilm från 1971 i regi av Jacques Deray.

## Rollista i urval
- Alain Delon - Simon Médieu, präst
- Paul Meurisse - biskopen
- Nathalie Delon - Rita
- Paul Préboist - altarpojken
- Miranda Campa - förmyndaren
- Carlo Nell - polisen
- Julien Guiomar - Francisco